# Ania Rusowiczová
Anna Sandra Rusowiczová (* 28. března 1983 Bytów) je polská zpěvačka pop music. Je dcerou Ady Rusowiczové a Wojciecha Kordy, členů skupiny Niebiesko-Czarni. Vystudovala střední školu v Bydhošti a získala diplom v oboru psychologie. 
V letech 2005 až 2007 byla členkou skupiny Dezire a se skladbou „Good Girl“ se neúspěšně ucházela o nominaci na Eurovision Song Contest 2006. Pak založila se svým manželem Hubertem Gasiulem skupinu IKA. V roce 2011 vydala první sólové album Mój Big-Bit, kterému Polská společnost fonografického průmyslu udělila zlatou desku. 
Hlasovým oborem Rusowiczové je mezzosoprán. Její hudba vychází z psychedelického rocku, blues a soulu, ve své stylizaci se inspiruje érou hippies. V repertoáru má písně Jefferson Airplane a Led Zeppelin. Vystoupila na Národním festivalu polské písně v Opolí a na Pol'and'Rock Festivalu. S Krzysztofem Herdzinem spolupracovala na nahrávce „Będziemy Polską“. Roku 2017 založila svoji doprovodnou skupinu niXes. Pro film Kordiana Piwowarskiho Miszmasz czyli Kogel Mogel 3 nahrála se Sławkem Uniatowskim píseň „Szukaj mnie“. Zúčastnila se televizní soutěže Twoja twarz brzmi znajomo na stanici Polsat. Je čtyřnásobnou laureátkou hudební ceny Fryderyk.

## Diskografie
- 2011 Mój Big-Bit
- 2013 Genesis
- 2013 To Co Było (EP)
- 2016 Retronarodzenie
- 2019 Przebudzenie
- 2024 Dziewczyna Słońca